# Ханінеєвка (Ічалківський район)
Ханіне́євка (рос. Ханинеевка, ерз. Ханинеевка) — присілок у складі Ічалківського району Мордовії, Росія. Входить до складу Лобаскинського сільського поселення.
Стара назва — Ханенеєвка.

## Населення
Населення — 4 особи (2010; 10 у 2002).
Національний склад (станом на 2002 рік):
- росіяни — 100 %